# نور الدين اللباد
نور الدين اللبَّاد (1381- 1446 هـ / 1962- 2025 م) سياسي ودبلوماسي سوري، وزير مفوَّض، وسفير في عدد من الدول، ومترجم وشاعر، حاصل على دكتوراه بالأدب الفرنسي. انشقَّ عن نظام البعث عام 2013 عقب اندلاع الثورة السورية، ومثَّل المعارضة السورية في باريس، وبعد انتصار الثورة وسقوط نظام بشار الأسد في 8 ديسمبر 2024، عاد إلى بلده، وبعد أسبوعين من عودته تعرَّض للاغتيال في بيته من قِبَل مسلَّحين مجهولين مساء الثلاثاء 11 مارس 2025. وهو حاصل على الجنسية الفرنسية.

## ولادته وتحصيله
وُلد نور الدين بن إبراهيم اللَّبَّاد في مدينة الصَّنَمَين في ريف مدينة دَرْعا الشَّمالي، عام 1381هـ/ 1962م. ودرس في مدارسها، ثم انتقل إلى دمشق لدراسة المرحلة الجامعية، فالتحق بقسم الأدب الفرنسي في كلية الآداب بجامعة دمشق، وحصل على الإجازة (بكالوريوس) في الأدب الفرنسي منها، ثم على شهادة (الدبلوم العالي) في الترجمة.
وتابع دراسته العليا في فرنسا، فنال شهادة (ماجستير) في العَلاقات الدَّولية من جامعة السوربون بباريس، عام 1999. ثم على شهادة (دكتوراه) في الأدب الفرنسي. وكان شاعرًا مهتمًّا بالتراث الشعبي في دَرْعا، فنظم الشعر الفصيح والعامِّي الشعبي، وكتب العديد من أغاني التراث أبرزها "من مفرق جاسم للصنمين"، وترجم عدَّة كتب عن اللغة الفرنسية.

## وظائفه وأعماله
بدأ عمله في وِزارة الخارجية السورية عام 1991، وتولَّى مناصبَ مختلفة في السِّفارات السورية في عدد من الدول، في صنعاء وباريس وبغداد وأنقرة وبنغازي وطرابُلُس، كما عمل في الإدارة المركزية لوِزارة الخارجية ضمن ثلاث إدارات، هي إدارة المراسم والبروتوكول، وإدارة الترجمة، وإدارة الوطن العربي.
وكان القائمَ بأعمال السفير السوري في العراق قُبَيل الاحتلال الأمريكي 2003، وعند انطلاق الثورة السورية في مارس (آذار) 2011 كان سفيرًا برتبة وزير مفوَّض في وزارة الخارجية السورية.

### انشقاقه
مع بداية الثورة السورية تعرَّض للاعتقال مدَّة قصيرة في شهر مايو (أيَّار) 2011، على الرغم من منصبه الدبلوماسي الرفيع؛ بسبب محاولته إدخال مساعدات إنسانية إلى محافظة درعا، بعد الحصار الذي فرضَته قواتُ الأمن والجيش التابع للنظام السابق (نظام حزب البعث). ثم انشقَّ اللبَّاد عن النظام السوري، في أبريل (نَيْسان) 2013، رافضًا استهداف المدنيين واستخدام العنف في وجه المتظاهرين السِّلميين، ليكون بذلك من أوائل الدبلوماسيين الذين انشقُّوا عن النظام السوري.
انضمَّ إلى المعارضة السياسية لنظام بشار الأسد، ممثلًا للائتلاف الوطني لقوى الثورة والمعارضة السورية في فرنسا. ونشِط في الحَراك الثوري المعارض، فشارك في المظاهرات والفعَّاليات الثورية، وألقى كلماتٍ وقصائدَ فيها، وأقام أمسيَّات شعرية. وأسهم إسهامًا مهمًّا في تعزيز الدعم الدَّولي للمعارضة السورية، والتواصُل مع المجتمع الدَّولي. وقد حصل على الجنسية الفرنسية.

## مؤلفاته وآثاره

#### في الترجمة
ترجم اللباد عدة كتب عن اللغة الفرنسية منها:
1. قانون العَلاقات الدَّولية، تأليف غي آنييل، مكتبة مدبولي بالقاهرة، 1999.[9]
2. الدولة مغامرة غير أكيدة، تأليف جاك باغنار، مكتبة مدبولي بالقاهرة، 2002.[10]
3. لن تبزع الشمس بعد الآن في الشرق، تأليف برنارد باجوليه، مجموعة أورينت الإعلامية، 2022.[2][11]

#### في الإبداع
1. حَدِّق بوجه المطر، ديوان شعر، دار الحوار باللاذقية، 1999.[12]
2. حزن ما بين النهرين، ديوان شعر، عام 2002.[2]

وترجم عشرات القصائد عن الفرنسية.

#### نموذج من شعره
قال نور الدين اللبَّاد:
توفي ابنه محمد بعد إصابته بداء السَّرطان في أغسطس (آب) 2024، ورثاه بقصائدَ فصيحة وشعبية.
أمَّا آخر ما كتب في صفحته الخاصَّة في (فيسبوك) فمنشور أرفقه بصورة له بعد عودته إلى مدينته الصنمين، التُقِطَت له بجوار غَدير ماء تحفُّه الصخور، قال فيه:
وراء كلِّ صخرة حكاية ، ووراء كلِّ حجر قصَّة.. منذ خمسةٍ وخمسين عامًا هنا في هذا الغَدِير علَّمَني جدِّي السباحة، وهنا كنت أرعى معه قطيعَ الأبقار. أعرفُ كلَّ الصخور صخرةً صخرة، وكلَّ الحجارة حجَرًا حجَرًا، ومَساربَ المياه والغُدران، وكيف كانت تسيل جوارَ القلب هَسْهَساتُ الماء، وكيف كان الرعدُ يعتصر قامته فتنهمر بوَّاباتُ السماء بدمع سَخيٍّ، وأين كانت تُقيل رفوفُ القَطا، وتملأ صدرها الصَّادي، وكيف كانت تغرب شمسُنا فوق السنابل، كم أنت كريمٌ يا الله!
عندما غادَرتُ واليأس يملأ روحي كتبت:
ها أنا الآن أعود بعد غُربة مجملها أكثرُ من ثلاثين عامًا، أعود يا أمِّي لأقرأ الفاتحةَ على قبرك وقبر أبي، وأقول:
لكِ الله يا حجارةَ الروح!

## اغتياله
عقب سنوات من الاغتراب، عاد اللبَّاد إلى مدينته الصَّنَمَين بعد سقوط نظام الأسد، ثم بعد قرابة أسبوعين على عودته، وفي مساء الثلاثاء 11 رمضان 1446هـ الموافق 11 مارس (آذار) 2025م، استهدفته في منزله بحيِّ المجبل جماعةٌ مسلَّحة مجهولة ولاذت بالفرار، ممَّا أدَّى إلى وفاته ووفاة شقيقه عماد اللبَّاد الذي كان معه. وكانت شهدت الصنمين بأَخَرة معاركَ بين قوَّات الأمن السوري وجماعة محسن الهيمد، التي كانت تعمل لدى الأمن العسكري في نظام بشار الأسد.
ذكر أحدُ أصدقاء الدبلوماسي السابق، دون الكشف عن اسمه للجزيرة نت، أن هدف اغتياله في هذه المرحلة، هو الإبقاء على الأوضاع في مدينة الصنمين مضطربة، بعد الحملة الأمنية التي شهدتها المدينة على فلول النظام السابق وتنظيم الدولة قبل أيام. وأوضح أن اللبَّاد من الشخصيات المتوافَق عليها في الصنمين، نظرًا لسُمعته الطيِّبة بين الأهالي، وما قدَّمه للمدينة في بداية الثورة في مارس (آذار) 2011، وأن بقاءه حيًّا قد يُفضي إلى التفاهم وتقارب وجهات النظر بين الأطراف المختلفة في المدينة، وهو ما لا يريدُه من أقدموا على اغتياله. وعقب اغتياله فرضَت إدارةُ الأمن العام السوري حظرَ تجوُّل في مدينة الصنمين للبحث عن الجناة وإلقاء القبض عليهم.

## وصلات خارجية
- سفير منشق عن نظام الأسد.. من هو نور الدين اللباد الذي اغتيل في درعا؟
- قناة الحدث داخل منزل السفير المغتال نور الدين اللباد في ريف درعا
- كاميرات توثق لحظة اغتيال السفير نور الدين اللباد في سوريا